# Laazib
Laazib (en arabe : العزيب, en espagnol : El Azib) est un village côtier du Rif marocain, appartenant à la commune rurale de Oulad Amghar dans le nord du Maroc, à environ 30 km à l'est d'Al-Hoceima.

## Géographie
| Mer Méditerranée | Mer Méditerranée | Mer Méditerranée |
| Sahel            | Laazib           | Boujibar         |
| Igar Oufadis     | Ajdir            | Tirhza           |

Le village était autrefois traversé par l'oued Tighzine qui se jetait en mer, désormais asséché. Le village est desservi par la N16 (Rocade méditerranéenne).
Dans ses relevés de la fin du XIXe siècle, l’explorateur et ethnographe Auguste Mouliéras désigne le village sous l’appellation Tazar’in, toponyme qu’il associe à l’oued éponyme.

## Population

### Démographie
Lors du recensement de 2004 dans la commune d'Oulad Amghar, dont Laazib fait partie intégrante, 6342 personnes ont été comptabilisées, pour 1005 ménages.